# Miriam Stevenson
Miriam Jacqueline Stevenson (Winnsboro, 4 luglio 1933) è una modella statunitense, incoronata Miss Universo 1954.

## Biografia
È stata la prima Miss USA ad ottenere il titolo di Miss Universo, battendo trentadue concorrenti e ottenendo il titolo la sera del 24 luglio 1954 a Long Beach in California. In precedenza, Miriam Stevenson era stata eletta Miss South Carolina 1953.
Dopo l'anno di regno trascorso a Hollywood, Miriam Stevenson tornò nella Carolina del Sud, dove dopo aver completato gli studi, ebbe l'opportunità di condurre alcune trasmissioni televisive per una rete affiliata alla NBC, la WIS-TV. Proprio in quella circostanza, la Stevenson conobbe il suo futuro marito, Donald Upton, con cui ha avuto due figli.
Il loro figlio, Donald Upton, è un ex dirigente delle telecomunicazioni e fondatore della società di sviluppo economico globale e affari pubblici a Fairfield.